# Kantaučių apylinkės
Kantaučių apylinkės este o arie protejată (sit de importanță comunitară — SCI) din Lituania întinsă pe o suprafață de 217 ha, integral pe uscat.

## Localizare
Centrul sitului Kantaučių apylinkės este situat la coordonatele 55°55′45″N 22°05′32″E / 55.9292°N 22.0922°E.

## Înființare
Situl Kantaučių apylinkės a fost declarat sit de importanță comunitară în decembrie 2020 pentru a proteja un număr necunoscut de specii din flora spontană și fauna sălbatică aflate în arealul zonei.

## Biodiversitate
Situată în ecoregiunea boreală, aria protejată conține 5 habitate naturale: Pajiști fino-scandinave uscate până la mezice, bogate în specii de altitudine mică, Pajiști aluvionare boreale nordice, Păduri caducifoliate de mlaștină fino-scandinave, Mlaștini împădurite, Păduri aluvionare cu Alnus glutinosa și Fraxinus excelsior (Alno-Padion, Alnion incanae, Salicion albae).
La baza desemnării sitului se află un număr nedeclarat de specii protejate.